# Parco nazionale del Pollino
Il parco nazionale del Pollino (internazionalmente noto come Pollino Global Geopark), situato tra Basilicata e Calabria tra le province di Cosenza, Potenza e Matera, con i suoi 192 565 ettari, di cui 88 650 nel versante lucano e 103 915 in quello calabro, è il parco nazionale più grande d'Italia; prende il nome dall'omonimo massiccio montuoso.
Dal novembre 2015, con l'inserimento nella lista globale dei geoparchi da parte dell'UNESCO, il parco del Pollino è considerato sito patrimonio mondiale.

## Storia
Il parco nazionale del Pollino è stato istituito nel 1988, mentre la perimetrazione provvisoria è del 1990, così come le misure di salvaguardia.
Tra gli anni 1993 e 1994 s'insediano gli organismi amministrativi e tecnici: presidenza, consiglio di amministrazione e direzione; la sede dell'ente di gestione è ubicata in Rotonda (PZ).
Il parco si estende su 56 comuni (di cui 24 in Basilicata e 32 in Calabria), 9 comunità montane e 4 riserve orientate: Rubbio in Basilicata, Raganello, Lao e Argentino in Calabria.
Le sue vette, tra le più alte del sud d'Italia, sono coperte di neve per molti mesi dell'anno. Dalle cime, ad occhio nudo, si osservano le coste tirreniche e il litorale ionico.
L'emblema del parco è il pino loricato; tale specie è presente anche in numerose altre stazioni fitoclimatiche delle montagne balcaniche e greche.

## Territorio
Il territorio del Parco comprende in tutto 56 comuni, 24 in Basilicata (22 nella provincia di Potenza e 2 nella provincia di Matera), e 32 in Calabria (provincia di Cosenza).
I comuni in territorio lucano sono: Calvera, Castelluccio Inferiore, Castelluccio Superiore, Castelsaraceno, Castronuovo di Sant'Andrea, Carbone, Cersosimo, Chiaromonte, Episcopia, Fardella, Francavilla in Sinni, Latronico, Lauria, Noepoli, Rotonda, San Costantino Albanese, San Giorgio Lucano (Mt), San Paolo Albanese, San Severino Lucano, Senise, Teana, Terranova di Pollino, Valsinni (Mt), Viggianello.

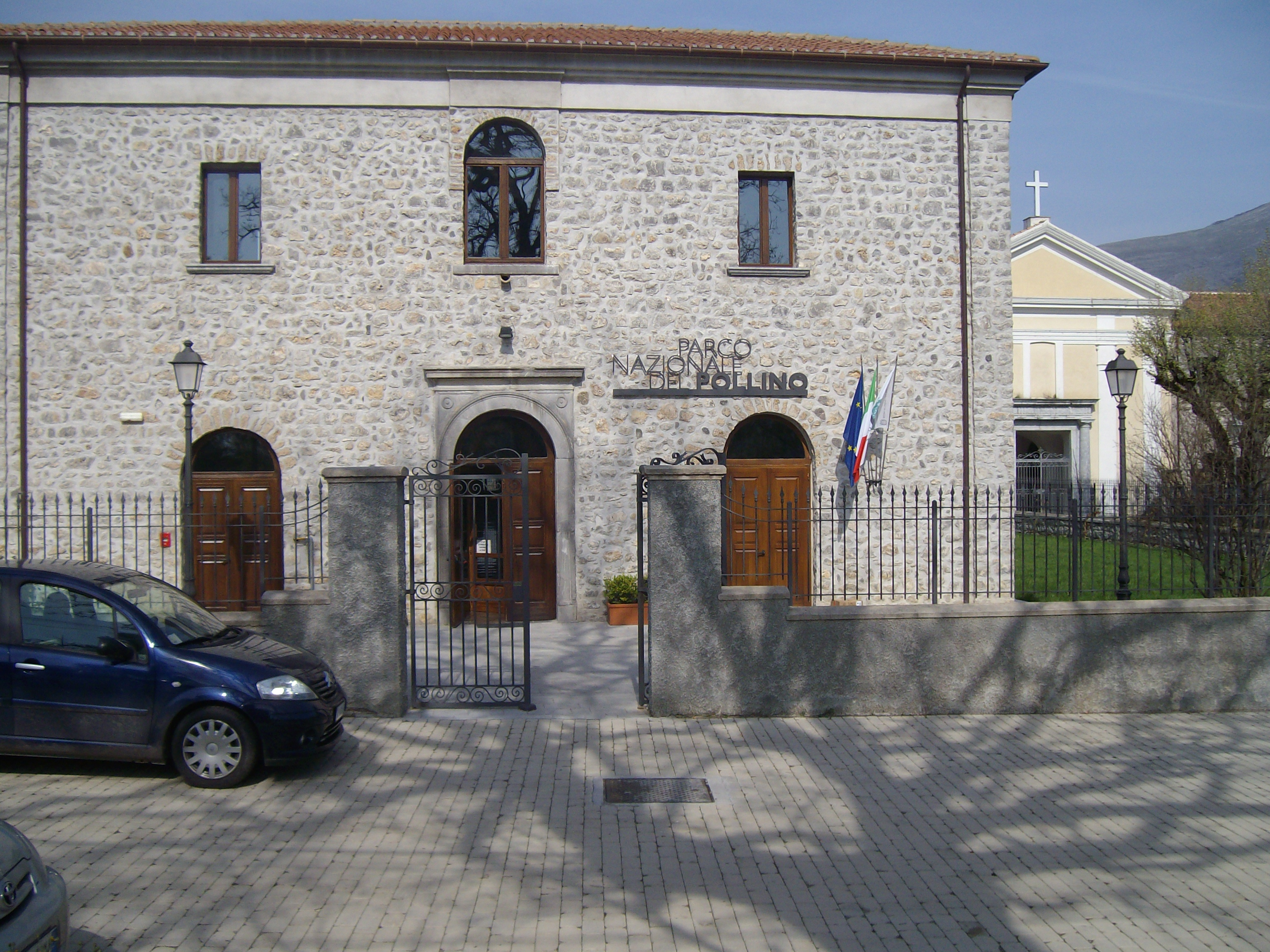
Palazzo Sede dell'Ente Parco Nazionale del Pollino a Rotonda

I comuni in territorio calabro sono: Acquaformosa, Aieta, Alessandria del Carretto, Belvedere Marittimo, Buonvicino, Castrovillari, Cerchiara di Calabria, Civita, Francavilla Marittima, Frascineto, Grisolia, Laino Borgo, Laino Castello, Lungro, Maierà, Morano Calabro, Mormanno, Mottafollone, Orsomarso, Papasidero, Plataci, Praia a Mare, San Basile, San Donato di Ninea, Sangineto, San Lorenzo Bellizzi, San Sosti, Sant'Agata di Esaro, Santa Domenica Talao, Saracena, Tortora, Verbicaro.
Fra questi alcuni sono di interesse storico-archeologico: Castelluccio Inferiore, Viggianello e Rotonda nel versante lucano, e Castrovillari, Civita, Laino Borgo, Morano Calabro, Mormanno, Papasidero, San Sosti e Sant'Agata di Esaro nel versante calabrese.
Altri comuni, importanti dal punto di vista socio-culturale, sono le comunità albanesi che si insediarono nel territorio tra il 1470 e il 1540. Nel versante lucano si trovano San Paolo Albanese e San Costantino Albanese, mentre nel versante calabrese si trovano San Basile, Lungro, Plataci, Frascineto e Civita.
Il paese più alto del parco è Alessandria del Carretto con i suoi 999 metri s.l.m., paese che ancora oggi conserva antiche tradizioni culturali e musicali.
Tra gli edifici religiosi degni di nota si annoverano, in territorio calabro, il complesso monastico della Madonna delle Armi a Cerchiara, il Santuario-Basilica della Madonna del Pettoruto a San Sosti e ruderi di conventi, come quello del Colloreto a Morano Calabro, mentre in Basilicata, nel comune di San Severino Lucano, a 1537 metri di quota è situato il santuario della Madonna del Pollino, meta di un culto religioso profondamente radicato nella gente del luogo.
All'interno della valle del Mercure, in territorio di Rotonda, sono stati ritrovati interessanti reperti paleontologici: Elephas antiquus, Hippopotamus major.

### Rilievi principali
| Serra Dolcedorme       | 2.267 m  |
| Monte Pollino          | 2.248 m  |
| Serra del Prete        | 2.181 m' |
| Serra delle Ciavole    | 2.127 m  |
| Serra di Crispo        | 2.054 m  |
| Cozzo del Pellegrino   | 1.987 m  |
| La Manfriana           | 1.981 m  |
| Monte La Mula          | 1.935 m  |
| Monte Alpi             | 1.900 m  |
| Monte Grattaculo       | 1.891 m  |
| Monte Caramolo         | 1.827 m  |
| La Montea              | 1.825 m  |
| Timpone della Capanna  | 1.823 m  |
| Cozzo Ferriero         | 1.803 m  |
| Timpone di Viggianello | 1.779 m  |
| Monte La Caccia        | 1744 m   |
| Monte Sparviere        | 1.713 m  |
| La Falconara           | 1.656 m  |
| Monte La Spina         | 1.652 m  |
| Timpa di San Lorenzo   | 1.650 m  |
| Monte Palanuda         | 1.632 m  |
| Monte Caramola         | 1.595 m  |
| Monte Zaccana          | 1.580m   |
| Monte Cerviero         | 1.450 m  |

### Principali corsi d'acqua
- Sinni (97 km)
- Lao (64 km)
- Coscile (49 km)
- Esaro (44 km)
- Sarmento (36 km)
- Raganello (32 km)
- Frido (25 km)
- Saraceno (25 km)
- Abatemarco (20 km)
- Rosa (19 km)
- Argentino (19 km)
- Peschiera (17 km)

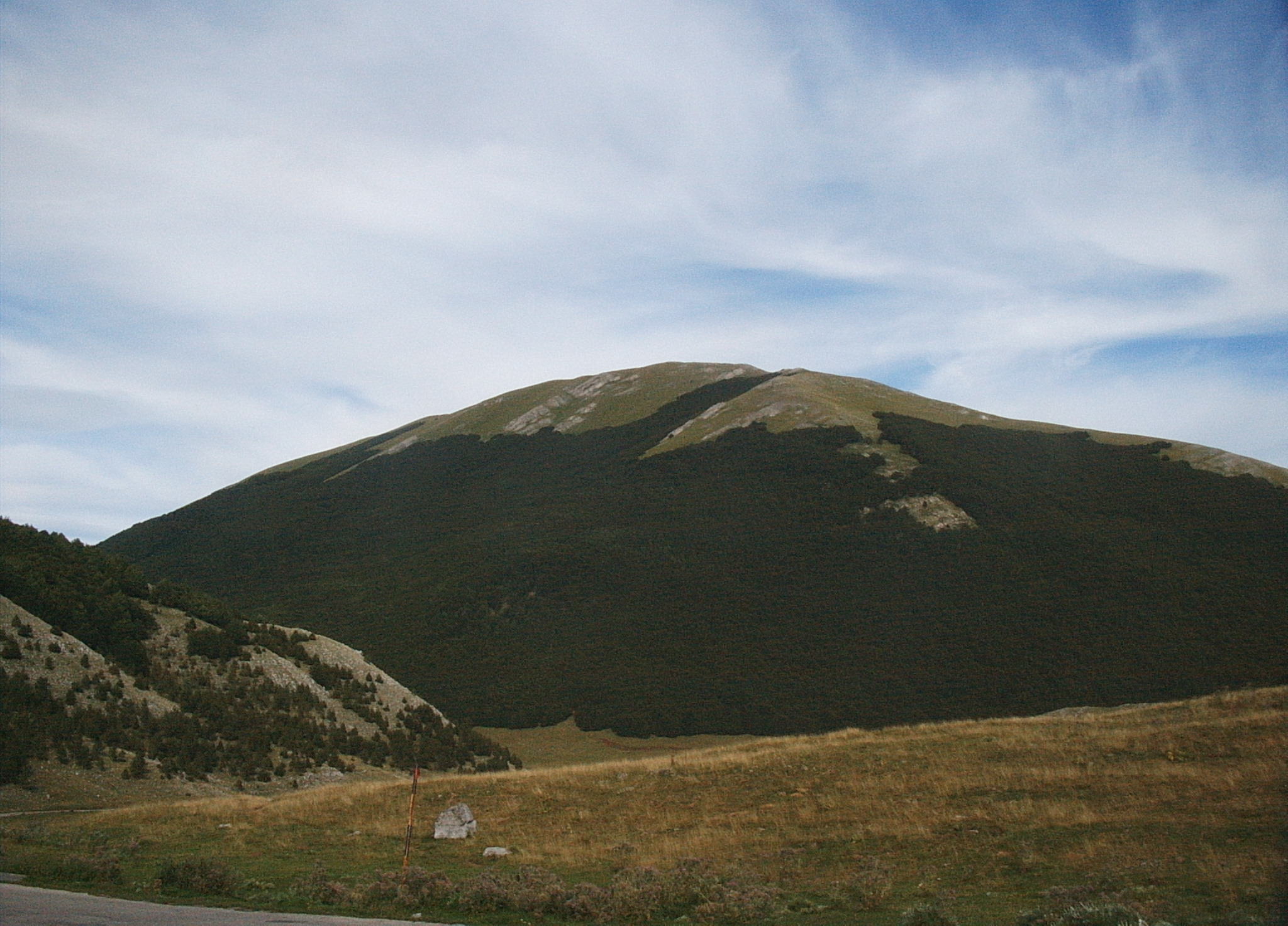
Serra del Prete, da Piano Ruggio
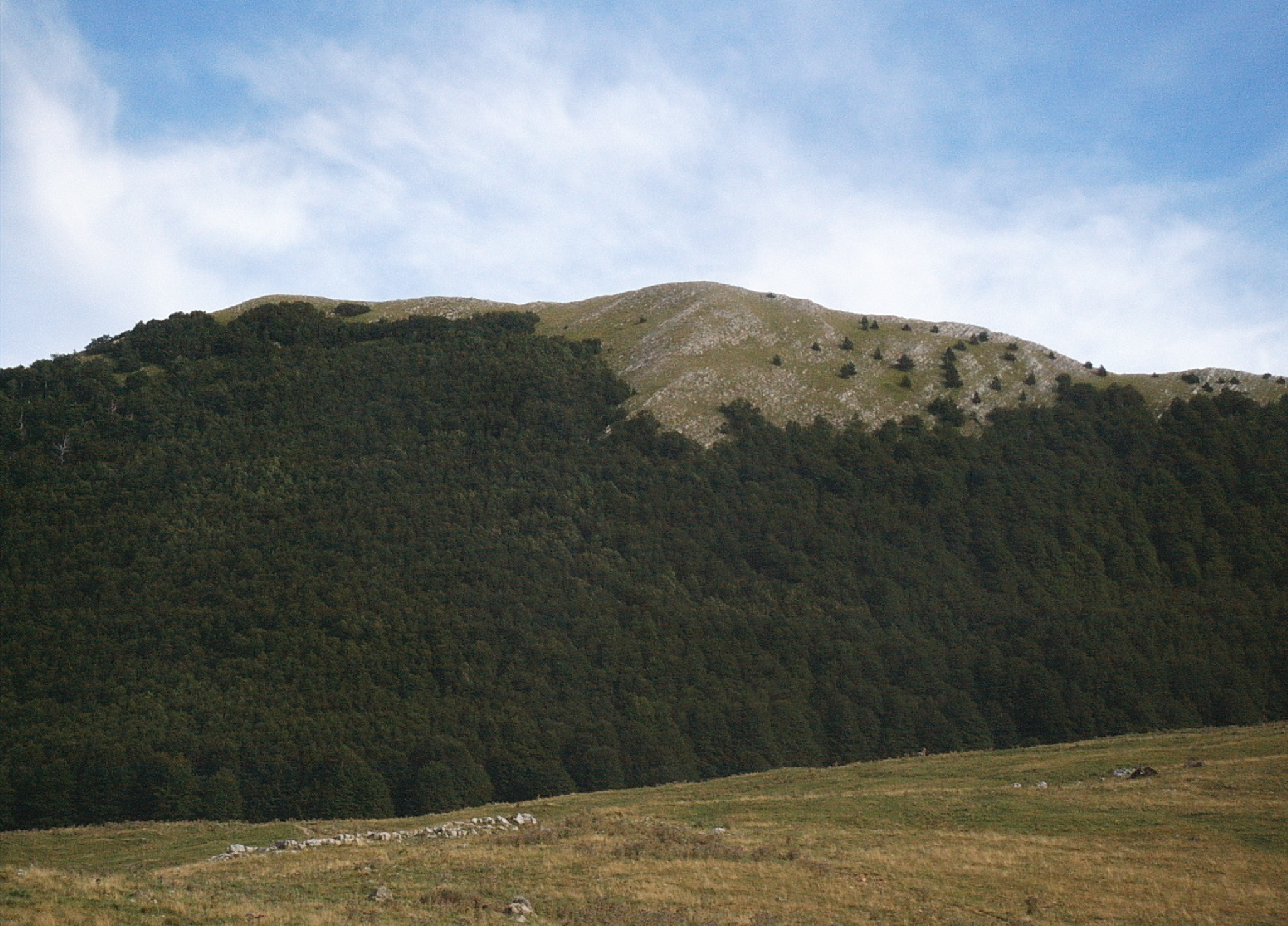
Timpone della Capanna
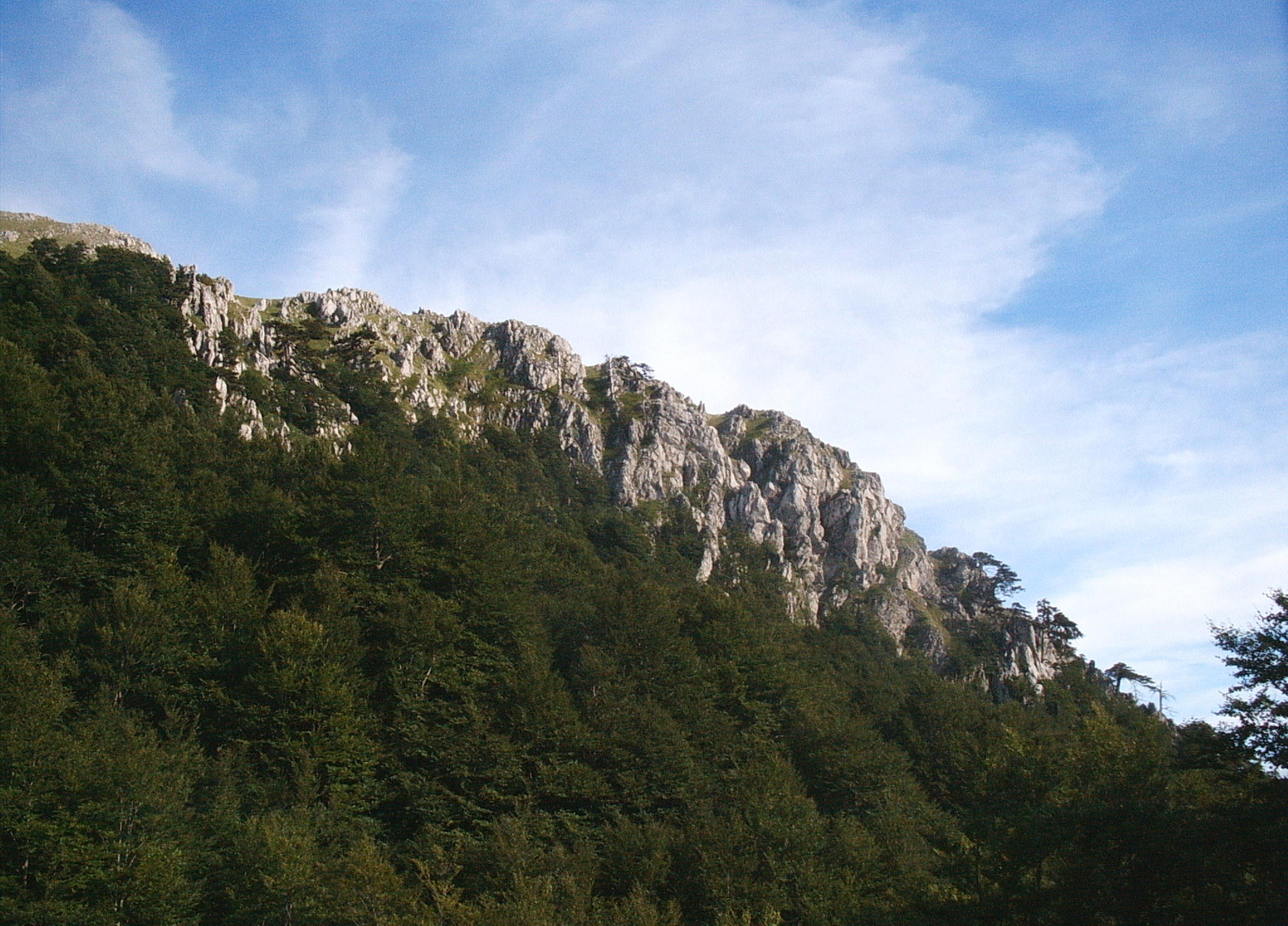
Timpone Viggianello - da Colle del Dragone
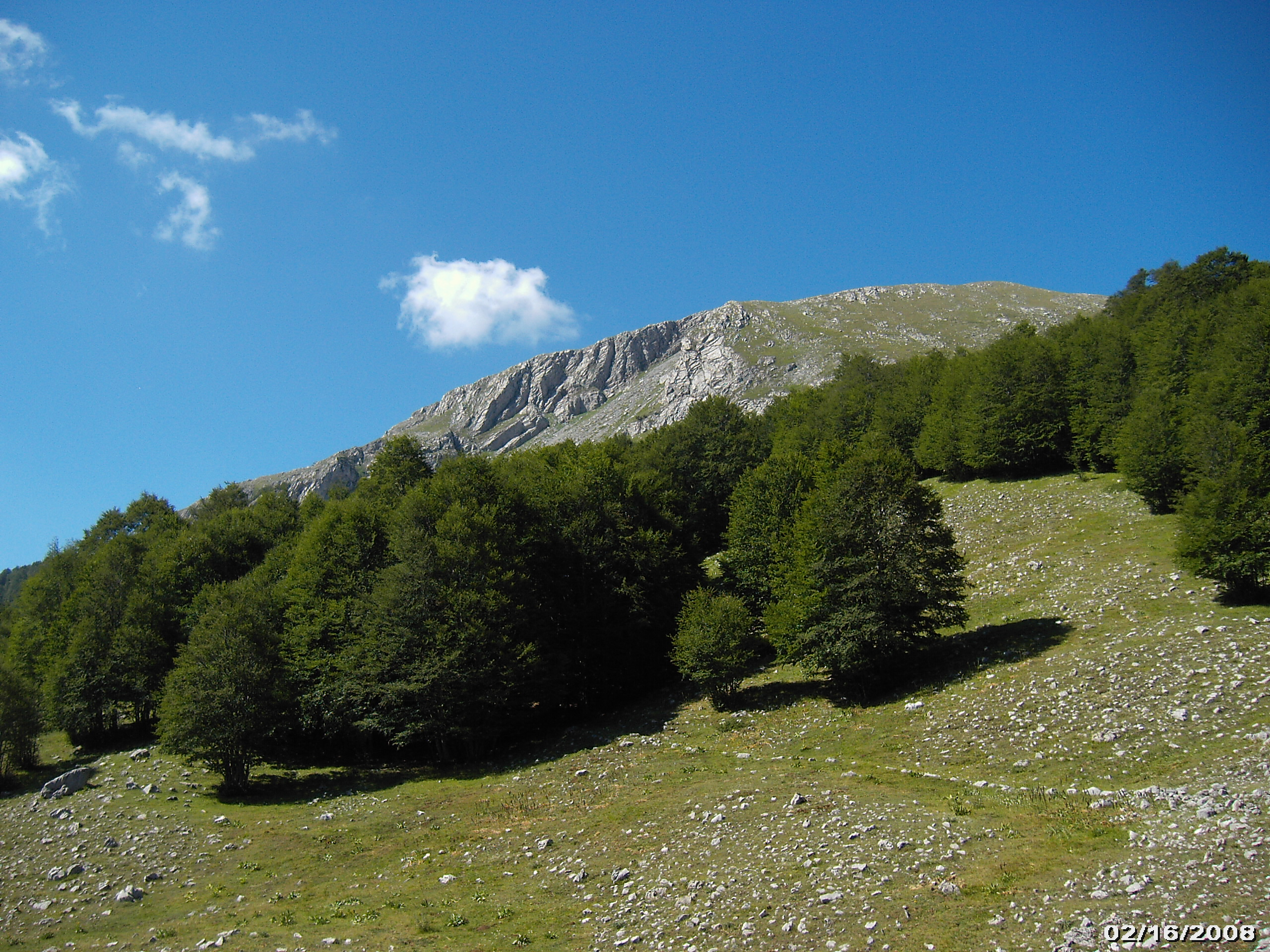
Monte Pollino
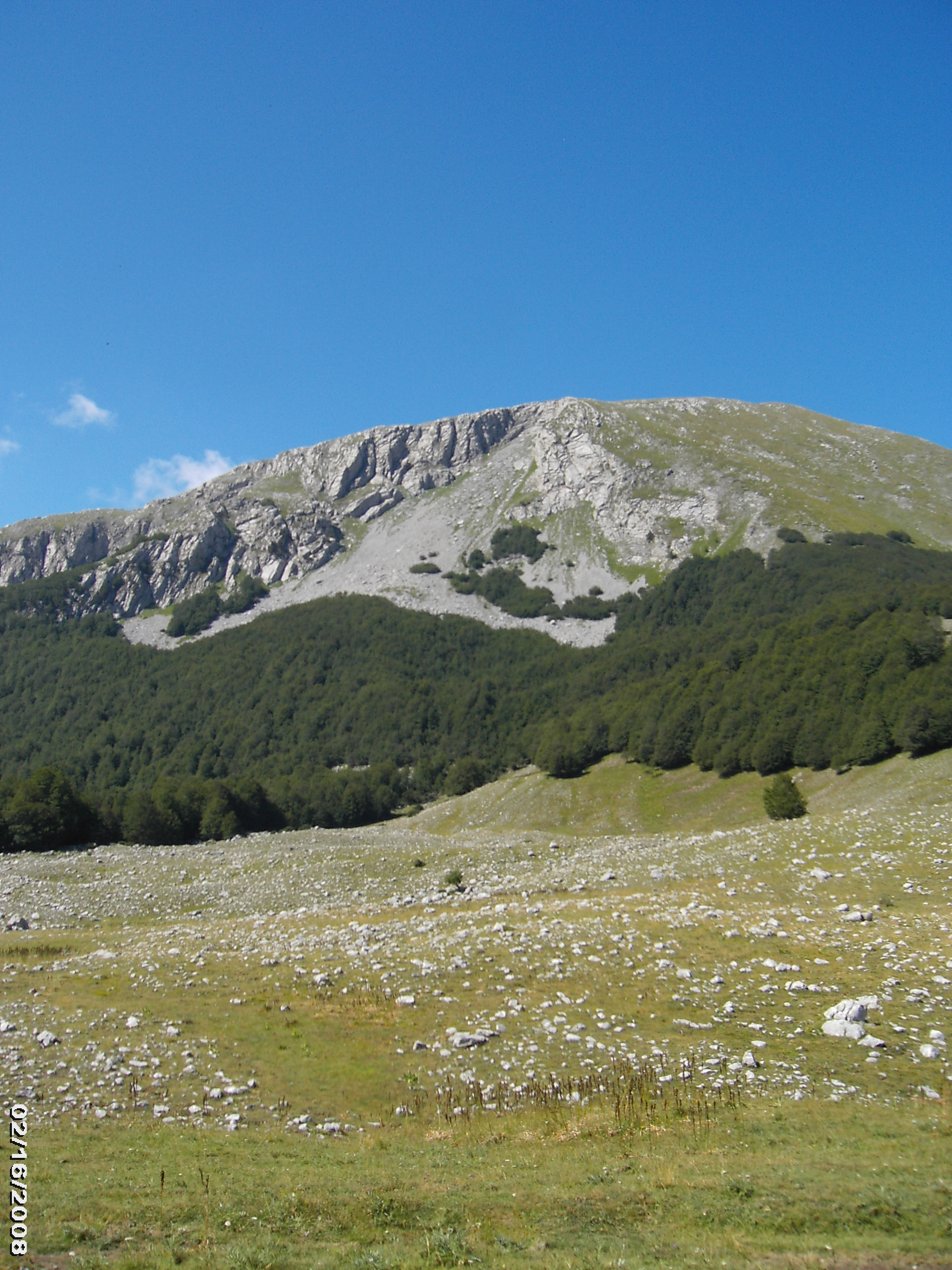
Monte Pollino, dai Piani di Pollino
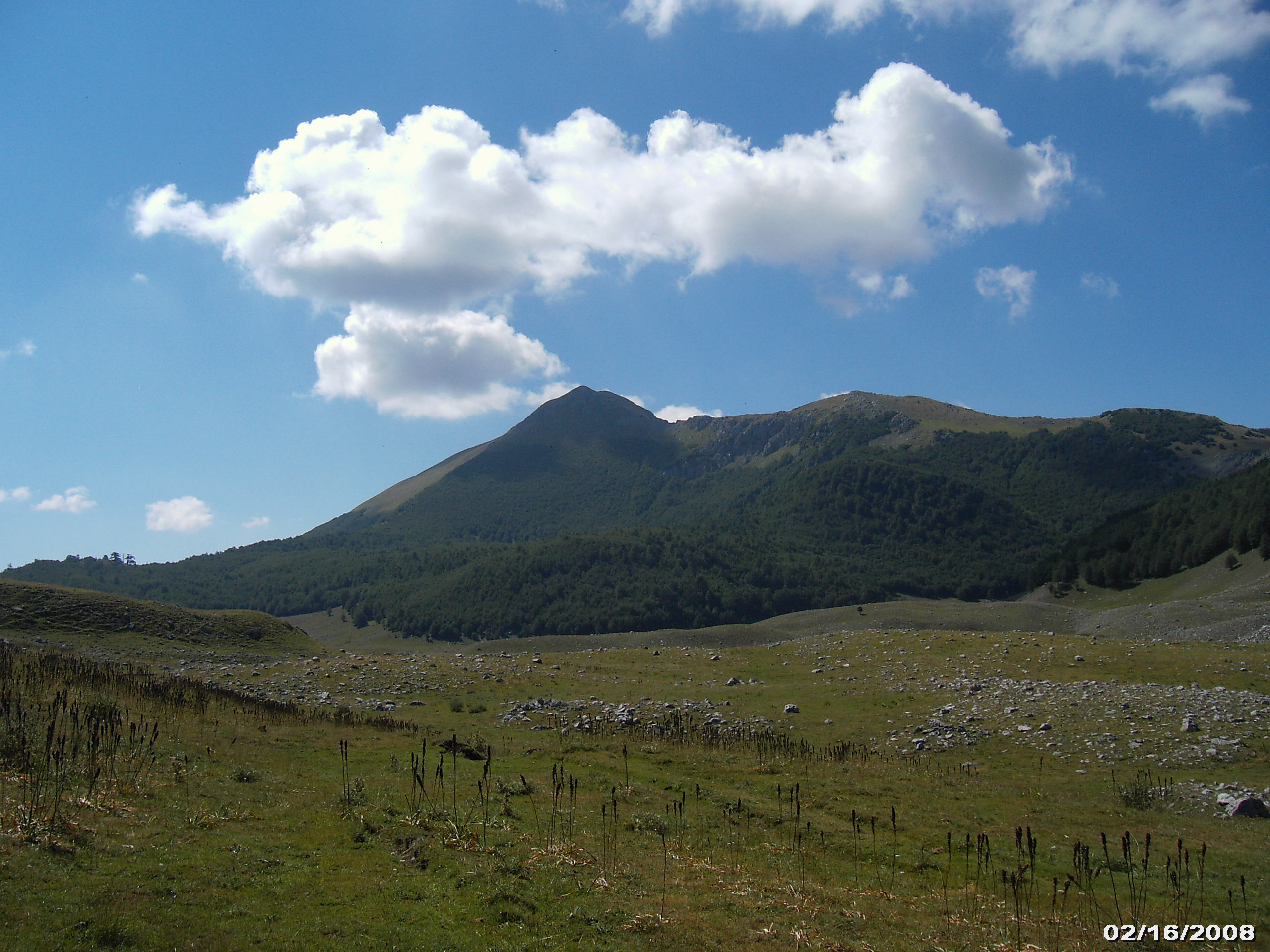
Serra Dolcedorme, dai Piani di Pollino

## Geologia
Il confine calabro-lucano riveste un particolare interesse nella geologia dell'Italia meridionale, rappresentando la complessa fascia di raccordo tra i domini strutturali dell'Appennino Calcareo auct. e le coltri cristallino-metamorfico-sedimentarie dell'Arco Calabro-Peloritano.
In questo contesto la catena del Pollino si configura come una delle maggiori strutture geologiche, costituendo, nell'accezione classica una estesa monoclinale, con direzione media WNW-ESE ed immersione generale a NE, di carbonati mesozoico-terziari di piattaforma ("Complesso Panormide" di OGNIBEN,1969, corrispondente all'Unità Alburno-Cervati di D'ARGENIO et alii, 1973), derivanti dalla deformazione della piattaforma campano-lucana (D'ARGENIO et alii, 1973) o piattaforma appenninica (MOSTARDINI & MERLINI, 1986). [...]

### Pollino Geopark
Il 17 novembre 2015, i 195 Stati membri dell'UNESCO, nell'ambito della 38ª sessione plenaria della Conferenza Generale dell'UNESCO, hanno riconosciuto la Rete dei Geoparchi Mondiale quale Progetto prioritario dell'UNESCO. Tutti i 120 membri della Rete Globale dei Geoparchi hanno quindi ottenuto il riconoscimento di Unesco Global Geopark. Tra questi è presente il Pollino Geopark e da ciò ne consegue che tutto il territorio del Parco del Pollino è entrato a far parte del Patrimonio dell'UNESCO.

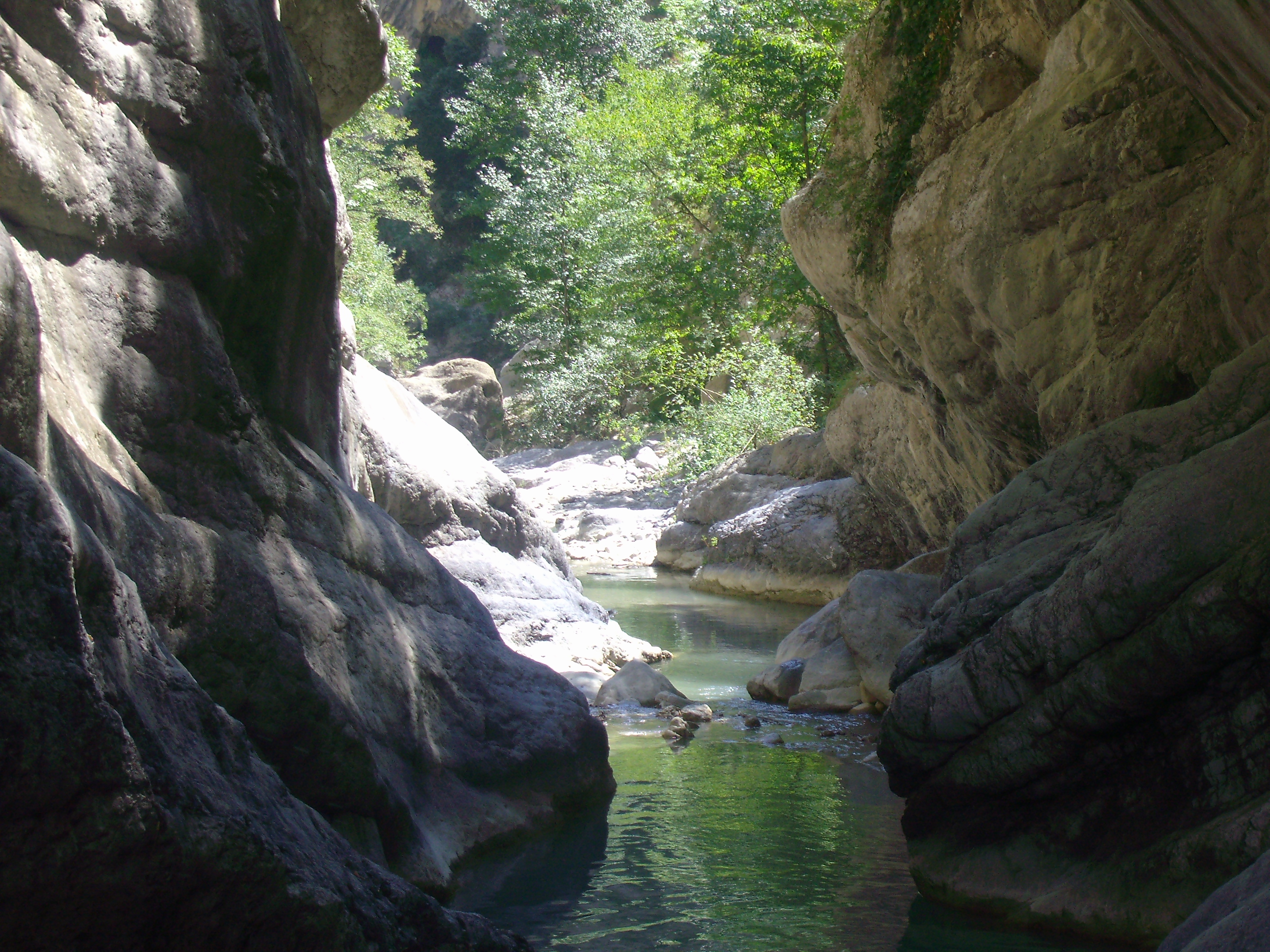
Gole del Raganello

Il Pollino Geopark racchiude 69 geositi ricadenti all'interno del proprio territorio, comprendendo circhi glaciali, depositi morenici (risalenti all'ultima glaciazione Würm), nevai, fossili di Rudiste, particolari formazioni rocciose (come la successione ofiolitica di Timpa delle Murge e Timpa di Pietrasasso, ma anche le lave a cuscino del Monte Cerviero) grotte preistoriche (Grotta del Romito), gole scavate nella roccia calcarea (Raganello, Lao, Rosa e Garavina), pianori carsici, doline, profondi inghiottitoi (Abisso del Bifurto), timpe e vette che superano i 2000 metri di quota.
Oltre ai siti di interesse geologico il Pollino Geopark comprende anche numerosi siti di interesse non geologico, che mirano, insieme ai geositi, a valorizzare l'intero territorio del parco nazionale del Pollino, dal punto di vista geoturistico, naturalistico, culturale, storico e archeologico, in modo da far conoscere e apprezzare tanta bellezza.

### Glacialismo
L'attuale profilo delle vette più elevate risulta fortemente modellato dall'azione di antichi ghiacciai[1], le cui tracce più evidenti si rinvengono sul versante nord-occidentale di Serra Dolcedorme con la conca denominata Fossa del Lupo, antica zona di accumulo delle masse ghiacciate che alimentavano l'imponente ghiacciaio del Frido; sul versante nord-orientale del Monte Pollino con i due circhi glaciali separati dal contrafforte nord-est della stessa montagna; e sul versante settentrionale di Serra del Prete con il bello e vasto circo glaciale alla cui base sporge l'accumulo frontale di detrito morenico ricoperto da una fitta e vasta faggeta.
I ghiacciai in ritiro, oltre ai depositi morenici, hanno abbandonato massi di notevoli dimensioni, i cosiddetti massi erratici. Caratteristici perché isolati e lontani da probabili punti di caduta, sono facilmente osservabili sui piani di Pollino e Acquafredda, a un'altitudine compresa tra i 1.800 e i 2.000 metri di quota.

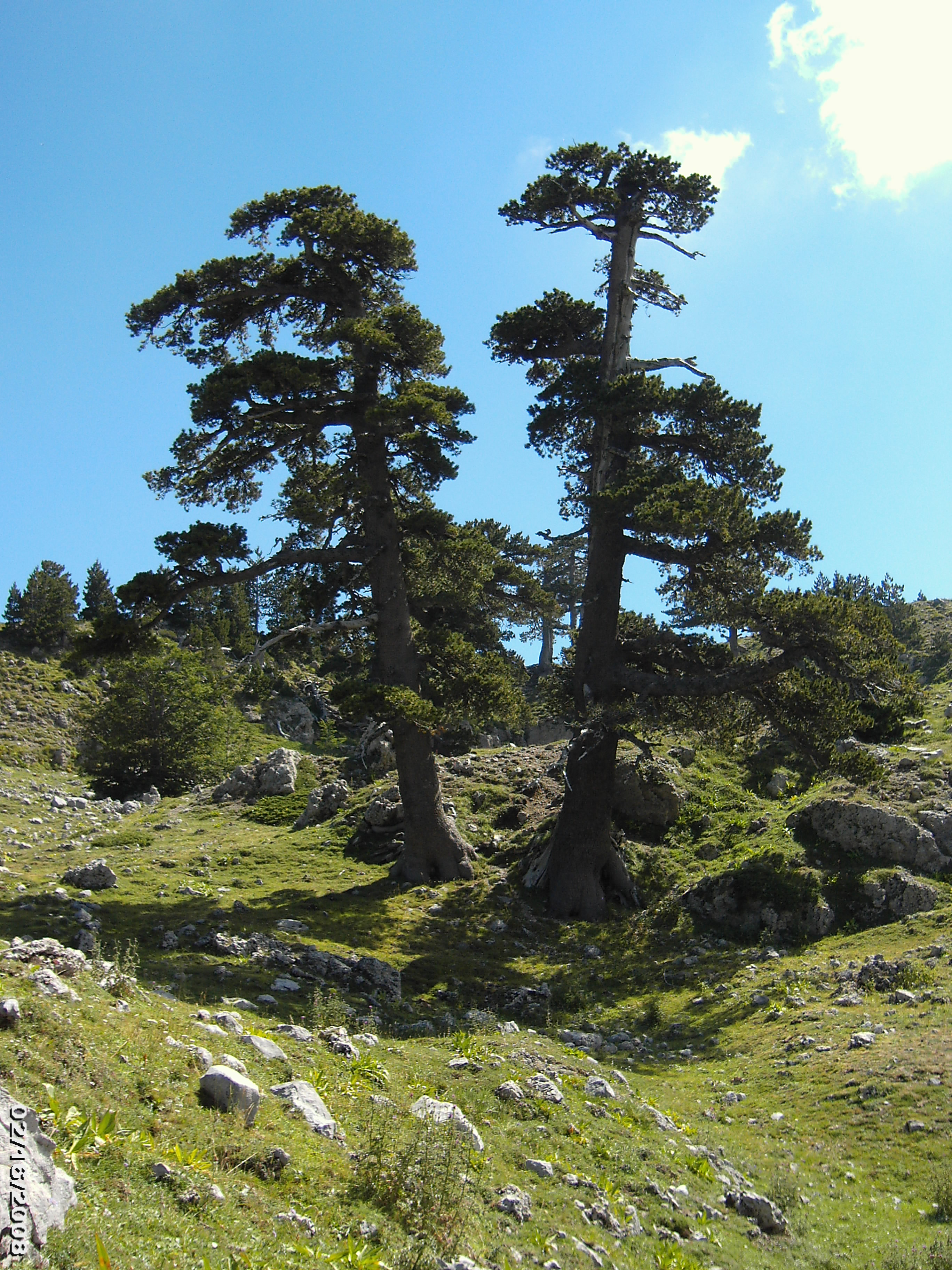
"I Gendarmi" - Pino loricato

#### Il nevaio del Pollino
Nevai stagionali, alcuni dei quali di notevoli dimensioni, sono presenti su tutte le vette più alte del massiccio. Sul Monte Pollino, in particolare, nell'avvallamento immediatamente a sud rispetto alla cima (nei pressi di un'antica dolina), a quota 2.225 m slm, ne sorge uno che è facile scorgere anche a fine agosto. Il 9 ottobre 2010 presso il suddetto nevaio è stato installato un rilevatore di temperatura per un monitoraggio diretto del microclima locale.

### Riserve naturali orientate
- Valle del Fiume Lao (5.200 ha) - Comune di Papasidero (CS)
- Gole del Raganello (1.600 ha) - Comune di San Lorenzo Bellizzi (CS)
- Valle del Fiume Argentino (3.980 ha) - Comune di Orsomarso (CS)
- Rubbio (211 ha) - Comune di Francavilla in Sinni (PZ)

## Ambiente

### Flora

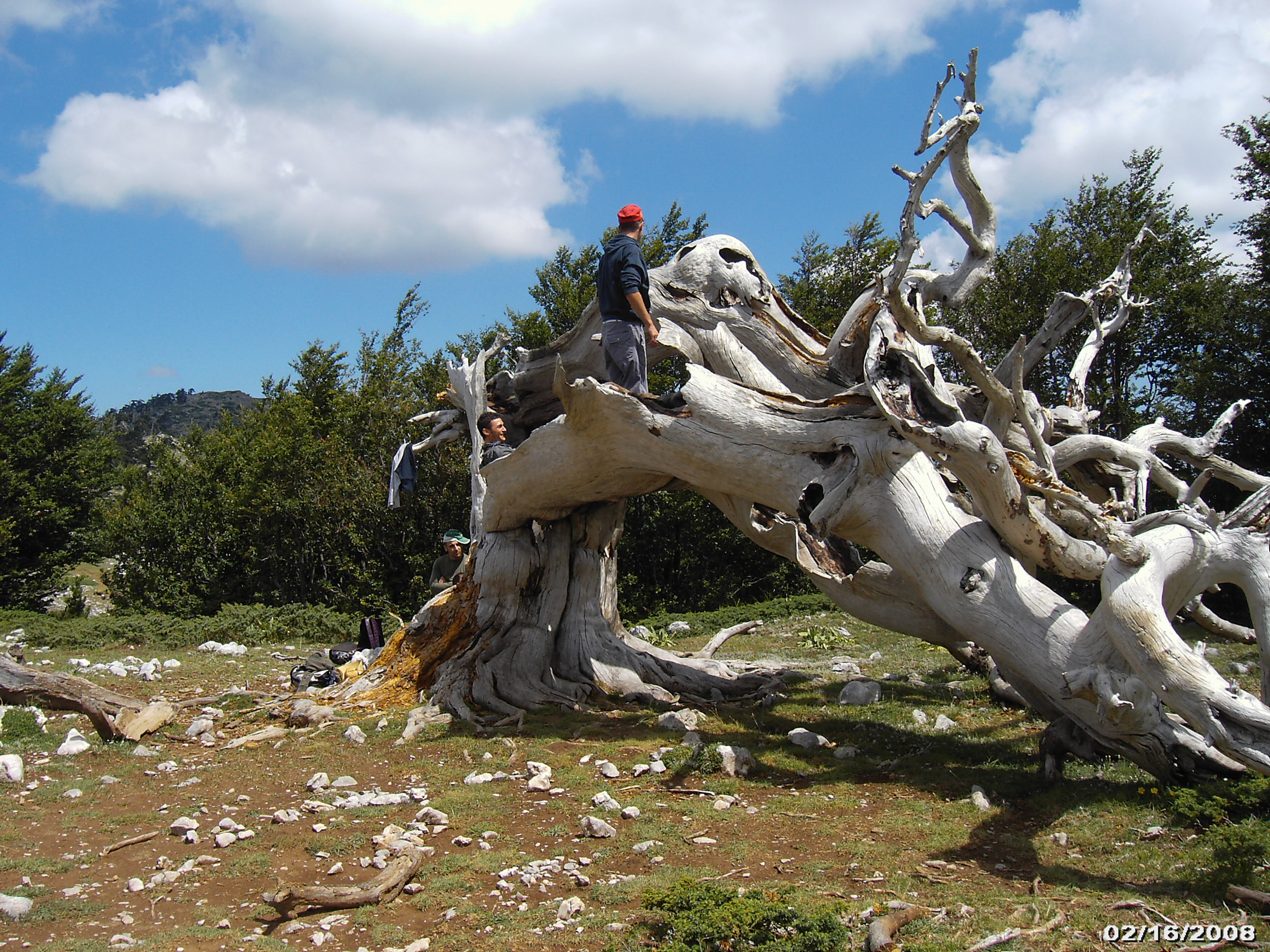
"Zì Peppe" - Pino loricato

Tra tante altre specie arboree presenti nel parco vi sono l'abete bianco, il faggio, tutti e sette i tipi di aceri di cui l'acero di Lobelius, il pino nero, il tasso diverse specie di querce, castagni, ed alle quote più elevate e sui pendii più ripidi è presente il pino loricato, specie rarissima, che si adatta agli habitat più ostili, dove altre specie molto rustiche (il faggio in primis) non sono in grado di sopravvivere.
Fioriture di Orchidee si osservano soprattutto in primavera, insieme a quelle di viole, genziane, campanule e, in estate, il raro giglio rosso, oltre a molte specie di piante officinali ed aromatiche, tra le quali la fanno da padrona le Labiatae, con molteplici specie di menta ed inoltre tutte le varietà di timo, santoreggia, lavanda, issopo, le cui fioriture avvengono al culmine dell'estate.
Non da meno sono da considerare le varie famiglie di frutti di bosco e di specie arboree selvatiche che producono frutti e bacche come le mele selvatiche, i vari Prunus, le fragoline di bosco e i lamponi di cui sono disseminati i sentieri e le frequenti radure, laddove le condizioni climatiche e di soleggiamento ne consentono la fruttificazione.
Riconoscimento UNESCO della faggeta vetusta di Cozzo Ferriero, la faggeta vetusta più a Sud d'Europa. Vi vive un antico albero, un pino loricato (Pinus heldreichii), la cui età è stata stimata al radiocarbonio in 1.230 anni da ricercatori dell’università della Tuscia, i quali l'hanno chiamato Italus, dal mitico eroe eponimo dell'Italia.

### Fauna

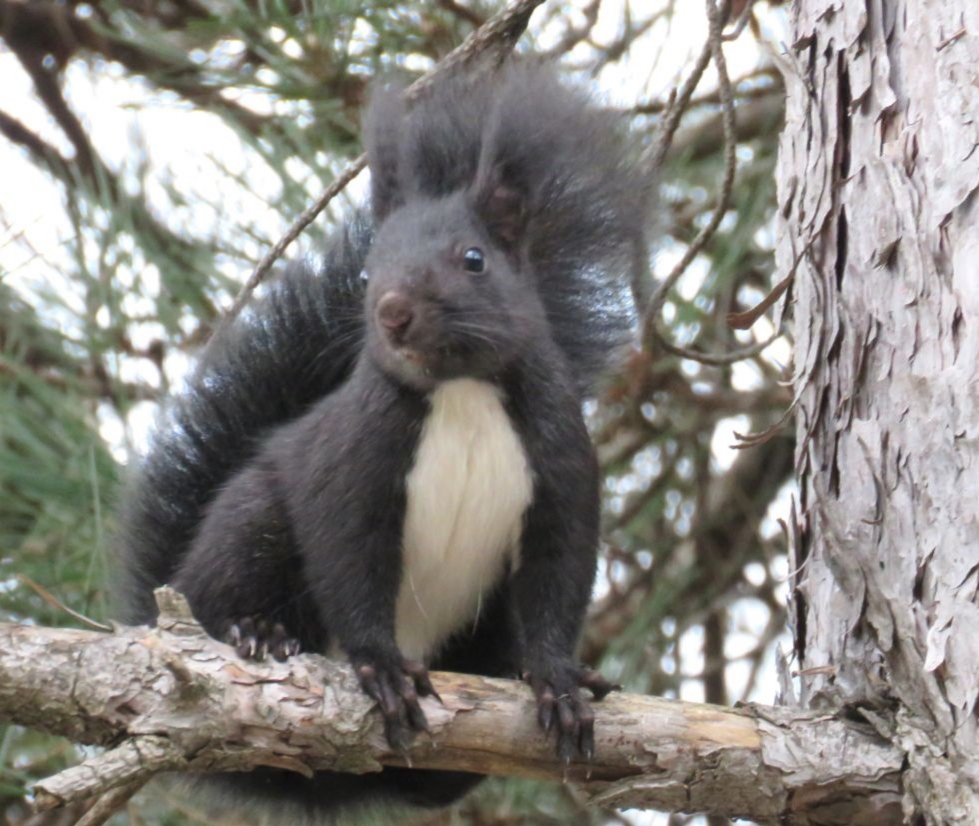
Scoiattolo nero

Anche la fauna è varia, e comprende specie ormai estinte in altre zone montuose. Fra i mammiferi presenti nel parco si segnalano il lupo appenninico, il gatto selvatico, la volpe, il cinghiale, il capriolo autoctono di Orsomarso, la lontra, il tasso (Meles meles), lo scoiattolo nero meridionale, il driomio.
L'avifauna comprende l'aquila reale, l'avvoltoio capovaccaio, il falco pellegrino, il biancone, il falco lanario, il nibbio reale, il gufo reale, il gufo comune, il gracchio corallino, il corvo imperiale, il picchio nero e la rara coturnice.
Tra i rettili presenti vi sono la biscia dal collare e la vipera. E ancora sono presenti l'ululone, la salamandra pezzata, la rosalia alpina, ecc...
Di recente reintroduzione il cervo (nel 2002-03) e l'avvoltoio grifone (nel 2002).

## Attività
Consigliato a chi ama le passeggiate, il trekking e l'escursionismo in generale, grazie però alla varietà dei paesaggi presenti in questa zona, vi si praticano diversi sport. Infatti è meta, oltre che per gli amanti dell'alpinismo, degli appassionati del torrentismo, del rafting, del river tubing, dello sci di fondo, della speleologia e della mountain bike.

## Nei media
- Il film Il buco, diretto da Frammartino e presentato alla 78ª Mostra internazionale d'arte cinematografica di Venezia è stato interamente girato nel Parco Nazionale del Pollino, presso l'Abisso del Bifurto, un inghiottitoio che scende per 683 m in profondità, posizionandosi al 40º posto delle grotte più profonde del mondo.
- Alcune riprese del film su Gioacchino da Fiore Il Monaco che vinse l'Apocalisse di Jordan River sono state girate, oltre che in Sila, nel Parco Nazionale del Pollino.